# Austin (album Post Malone)
Austin – piąty album studyjny amerykańskiego rapera i piosenkarza Posta Malone'a. Został wydany przez Mercury i Republic Records 28 lipca 2023 roku. Produkcją albumu zajął się Malone, Andrew Watt, Louis Bell, Max Martin i Rami Yacoub. Austin posiada elementy synth-popu i alternatywnego rocka, a jednocześnie jest to pierwszy projekt Malone, w którym nie ma żadnych gościnnych występów.
Album Austin posiadał trzy single promujące album: „Chemical” wydany 14 kwietnia 2023 roku, „Mourning” 19 maja 2023 roku oraz „Overdrive” 14 lipca 2023 roku.

## Wydanie i promocja albumu
15 maja 2023 roku Malone opublikował wideo na Instagramie, ogłaszające album, którego tytuł pochodzi od jego prawdziwego imienia – Austin. Malone ujawnił, że grał na gitarze w każdym utworze na albumie, nazywając proces tworzenia „dającym frajdę doświadczeniem”. Opisał wynik jako „najbardziej wymagającą i satysfakcjonującą muzykę”, jaką kiedykolwiek stworzył, co było wynikiem ciągłego zmuszania się do pracy, aby to zrobić. 
Tego samego dnia Malone ogłosił także letnią trasę koncertową po Ameryce Północnej zatytułowaną If Ya'll Weren't Here, I'd Be Crying Tour towarzyszącą wydaniu albumu, która później stała się światową trasą koncertową, która rozpoczęła się 8 lipca 2023 roku i zakończy się 3 grudnia 2023 roku.

## Lista utworów
Wszystkie utwory zostały wyprodukowane przez Post Malone'a, Andrew Wotmana i Louisa Bella, chyba że zaznaczono inaczej.
| Austin wersja standardowa | Austin wersja standardowa | Austin wersja standardowa                                     | Austin wersja standardowa                        | Austin wersja standardowa |
| Nr                        | Tytuł utworu              | Twórcy                                                        | Producenci                                       | Długość                   |
| ------------------------- | ------------------------- | ------------------------------------------------------------- | ------------------------------------------------ | ------------------------- |
| 1.                        | „Don't Understand”        | Austin Post, Andrew Wotman, Louis Bell                        |                                                  | 3:03                      |
| 2.                        | „Something Real”          | Austin Post, Andrew Wotman, Louis Bell, Billy Walsh           |                                                  | 3:25                      |
| 3.                        | „Chemical”                | Austin Post, Andrew Wotman, Louis Bell, Billy Walsh           |                                                  | 3:04                      |
| 4.                        | „Novacandy”               | Austin Post, Andrew Wotman, Louis Bell, Billy Walsh           |                                                  | 3:17                      |
| 5.                        | „Mourning”                | Austin Post, Andrew Wotman, Louis Bell                        |                                                  | 2:28                      |
| 6.                        | „Too Cool to Die”         | Austin Post, Andrew Wotman, Louis Bell, Billy Walsh           |                                                  | 3:25                      |
| 7.                        | „Sing Me Up”              | Austin Post, Louis Bell, Max Martin, Rami Yacoub, Billy Walsh | Post Malone, Louis Bell, Max Martin, Rami Yacoub | 3:19                      |
| 8.                        | „Socialite”               | Austin Post, Andrew Wotman, Louis Bell, Billy Walsh           |                                                  | 3:20                      |
| 9.                        | „Overdrive”               | Austin Post, Andrew Wotman, Louis Bell, Billy Walsh           |                                                  | 2:28                      |
| 10.                       | „Speedometer”             | Austin Post, Andrew Wotman, Louis Bell                        |                                                  | 2:42                      |
| 11.                       | „Hold My Breath”          | Austin Post, Andrew Wotman, Louis Bell                        |                                                  | 3:29                      |
| 12.                       | „Enough Is Enough”        | Austin Post, Louis Bell, Max Martin, Rami Yacoub, Billy Walsh | Post Malone, Louis Bell, Max Martin, Rami Yacoub | 2:45                      |
| 13.                       | „Texas Tea”               | Austin Post, Louis Bell, Rami Yacoub, Billy Walsh             | Post Malone, Louis Bell, Rami Yacoub             | 2:20                      |
| 14.                       | „Buyer Beware”            | Austin Post, Andrew Wotman, Louis Bell                        |                                                  | 2:53                      |
| 15.                       | „Landmine”                | Austin Post, Andrew Wotman, Louis Bell                        |                                                  | 3:05                      |
| 16.                       | „Green Thumb”             | Austin Post, Andrew Wotman, Louis Bell                        |                                                  | 2:39                      |
| 17.                       | „Laught It Off”           | Austin Post, Andrew Wotman, Louis Bell                        |                                                  | 4:06                      |

| Austin (bonus tracks) | Austin (bonus tracks) | Austin (bonus tracks)                  | Austin (bonus tracks) |
| Nr                    | Tytuł utworu          | Twórcy                                 | Długość               |
| --------------------- | --------------------- | -------------------------------------- | --------------------- |
| 1.                    | „Joy”                 | Austin Post, Andrew Wotman, Louis Bell | 4:47                  |

## Notowania
| Notowania (2023)                  | Najwyższa pozycja |
| --------------------------------- | ----------------- |
| Australia (ARIA Charts)           | 2                 |
| Austalia Hip-Hop/R&B(ARIA Charts) | 2                 |
| Belgia (Ultratop Flandria)        | 5                 |
| Belgia (Ultratop Walonia)         | 7                 |
| Dania (Album Top 100)             | 2                 |
| Francja (SNEP)                    | 10                |
| Niemcy (Offizielle Top 100)       | 4                 |
| Islandia (Plötutíðindi)           | 4                 |
| Irlandia (OCC)                    | 2                 |
| Włochy (FIMI)                     | 8                 |
| Japonia (Oricon)                  | 22                |
| Japonia (Billboard Japan)         | 63                |
| Litwa (AGATA)                     | 11                |
| Nowa Zelandia (RMNZ)              | 3                 |
| Norwegia (VG-lista)               | 2                 |
| Polska (OLiS)                     | 16                |
| Stany Zjednoczone (Billboard 200) | 2                 |
| Szkocja (OCC)                     | 7                 |
| Szwecja (Sverigetopplistan)       | 3                 |
| Szwajcaria (Schweizer Hitparade)  | 2                 |
| Wielka Brytania (OCC)             | 3                 |